# Rosencrantz and Guildenstern Are Undead
Rosencrantz and Guildenstern Are Undead è un film del 2009 scritto e diretto da Jordan Galland.

## Produzione
Il titolo del film fa riferimento a un gioco fittizio all'interno del film, una reinterpretazione comica di Amleto di William Shakespeare e delle sue conseguenze e alla commedia Rosencrantz e Guildenstern sono morti.
Il cast comprende Jake Hoffman (figlio di Dustin Hoffman), Devon Aoki, John Ventimiglia, Kris Lemche, Ralph Macchio, Jeremy Sisto e Waris Ahluwalia.

## Colonna sonora
Una parte della colonna sonora originale è stata composta ed eseguita da Sean Lennon.

## Riconoscimenti
- 2010 - Washington DC Independent Film Festival
  - Comedy Award a Jordan Galland